# Alois Šmolík
Alois Šmolík (19. června 1893, Mýto u Rokycan – 9. prosince 1952, Praha) byl československý konstruktér letadel a podnikatel. Byl hlavním konstruktérem, technickým ředitelem a hnacím článkem vývoje ve firmě Letov. Nejznámějším letadlem je pravděpodobně Letov Š-28 a jeho následníci.

## Mládí a za první světové války
Narodil se v Mýtě u Rokycan, ale mládí prožil v Hostomicích pod Brdy, kde jeho otec Václav měl koželužskou dílnu. Po obecné škole pokračoval ve studiích v Praze a nejprve na malostranské reálce a potom na Vyšší průmyslové škole v Betlémské ulici, kde odmaturoval v roce 1913.
O letectví se zajímal od svých studentských let. Poprvé se tento zájem projevil v roce 1910, když postavil svůj první kluzák. V roce 1913 postavil první letadlo - jednoplošník, který byl schopen unést 60 kg. Po prázdninách v roce 1913 nastoupil vojenskou službu. Koncem roku 1914 po svém zranění na ruské frontě byl přidělen k technické službě „Leteckého pluku č. 1“ ve Vídni. Byl zařazen v rakousko-uherském letectvu do tvořícího se konstrukčního oddělení, ve kterém s krátkou přestávkou setrval až do konce války. Současně přitom studoval na vídeňské technice a působil jako asistent leteckého odborníka a teoretika profesora Miesese. Postupně byl přidělen k oddílu pro statické výpočty a na konec pracoval jako projektant. Na konci první světové války se vrátil do Prahy a společně s ostatními navrátilci, kteří po dobu války byli činní v letectví, se podílel na vzniku "Leteckého arsenálu" (1918). Z něho později vznikla „Vojenská továrna na letadla“ v Letňanech. To byly základy jeho pozdějšího povolání v nově vzniklé Československé republice.

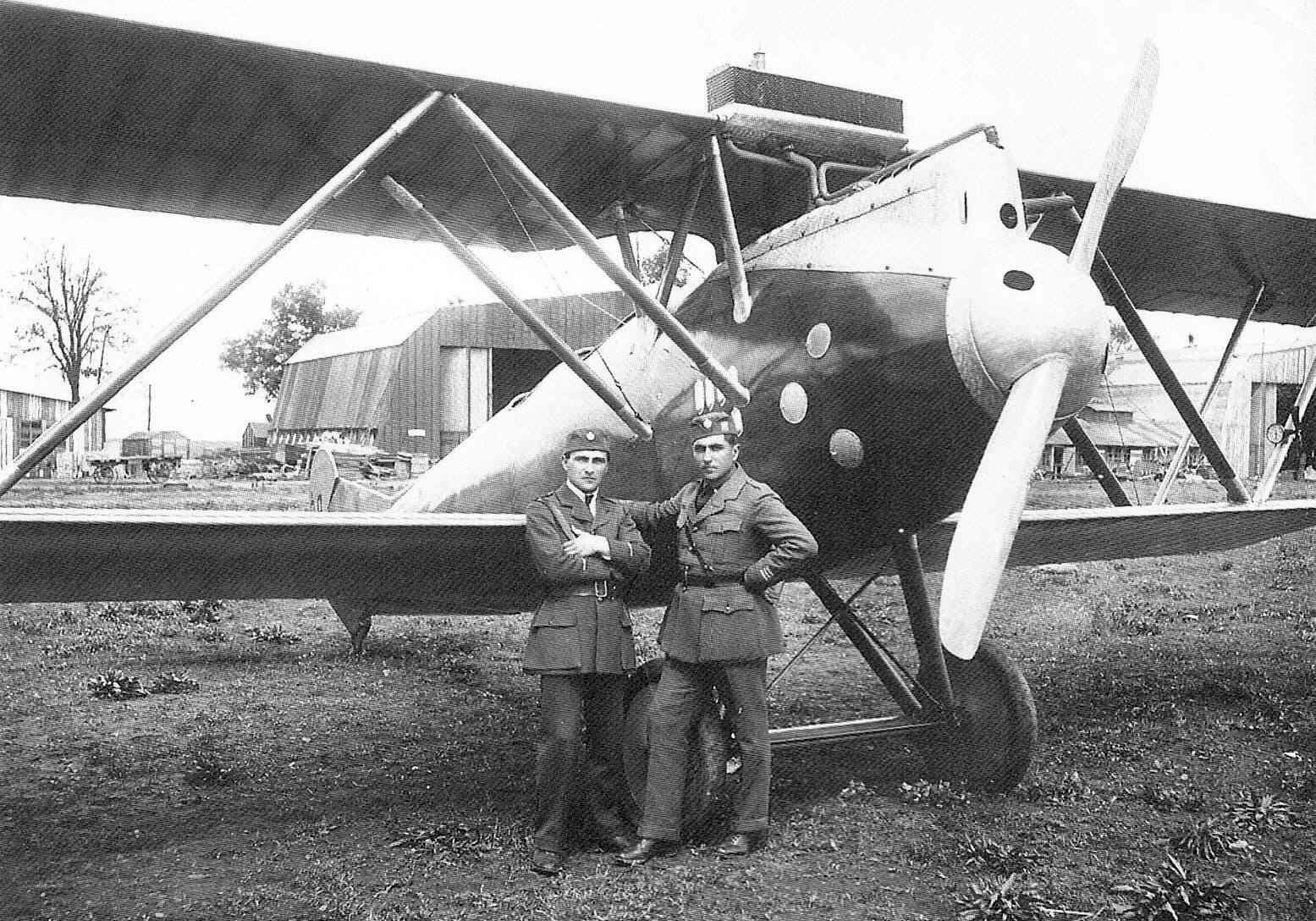
Šmolík Šm-1, zleva konstruktér Alois Šmolík a pilot Klement Adamec (1920)

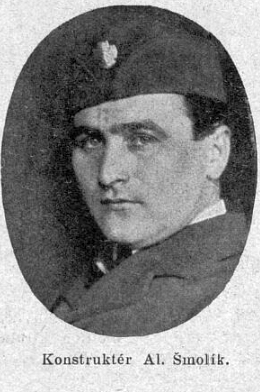
Alois Šmolík, konstruktér (1921)

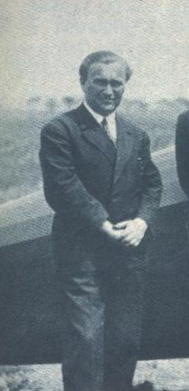
Alois Šmolík (1929)

## Konstruktér
Pod Šmolíkovým vedením ještě v Leteckém arsenálu, který sídlil v Průmyslovém paláci na Výstavišti Praha, v červnu 1919 začaly práce na prototypu pozorovacího letounu Š. A. V dubnu a květnu 1920 byl tento letoun zalétán na letišti ve Kbelích, kam se "Arsenal" pod novým jménem Hlavní letecké dílny v Praze přestěhoval, velitelem arsenálu a vojenským pilotem kpt. Adamcem. Velitelem Leteckého arsenálu byl kapitán Klement Adamec (1.6.1886-13.7.1974), dřívější závodník na automobilech Walter W-I a aviatik, vedoucím provozu byl inženýr František Barvitius a technickým vedoucím byl konstruktér Alois Šmolík.
Tento první československý vojenský letoun byl následně vyroben v několika sériích, už přejmenovaný na Šmolík Šm-1 (pozorovací a lehký bombardovací jednomotorový dvouplošník). Ministerstvo národní obrany (MNO) si objednalo 50 letounů Šm-1, ale záhy se objevily potíže s množstvím motorů Hiero L (konstruktér Ing. Otto Hieronimus), kterých se nedostávalo, proto na další letouny byly použity motory Maybach Mb-IVa a objednávka MNO byla navýšena. Uživatel (MNO) své stroje dále přeznačil, na Šmolík Š-1 pro letadla s motory Hiero L a na Šmolík Š-2 pro letadla s maybachy. Celkem bylo v letech 1920-1923 vyrobeno 90 letounů této řady.
Od 1. dubna 1922 se podnik opět přejmenoval, teď nesl název Československá vojenská továrna na létadla. V tomto roce Šmolík zkonstruoval stíhací letouny Š-3 a Š-4. V roce 1923 byl jmenován šéfkonstruktérem ve Vojenské továrně na letadla. Mezi československými konstruktéry se stal průkopníkem v oboru celokovových konstrukcí, což dokumentoval na prvním letounu s trupem z ocelových trubek potažených plátnem (Š-5). S malým časovým odstupem (ještě v roce 1923) navrhl bombardovací typ Š-6, stíhací Š-7 a závodní Š-8.
V roce 1924 se továrna ze Kbel přestěhovala do nových prostor v Letňanech a od roku 1927 začala používat obchodní název Letov. To už Alois Šmolík zastával vedle funkce hlavního konstruktéra i pozici technického ředitele. V roce 1927 byl zvláštním výnosem Ministerstva veřejných prací udělen stavovský titul inženýr. Není bez zajímavosti, že letouny vyráběné Leteckým arsenálem (1918-9), Hlavními leteckými dílnami (1920-1922) a Vojenskou továrnou na létadla se jmenovala Šmolík Š- a číslo typu. Pod názvy Šmolík je uváděl i československý letecký rejstřík. Teprve po přejmenování továrny na Letov po roce 1927 byly letouny zpětně přejmenovány na Letov Š-.
V letech 1919-1939 vzniklo pod Šmolíkovým vedením několik desítek projektů vojenských i civilních letadel, 22 z nich se vyrábělo sériově a 9 bylo vyrobeno v prototypu. Jiný zdroj uvádí 36 typů letadel. Po určité období působil i jako docent Českého vysokého učení technického v Praze. Za jeho nejúspěšnější konstrukci bývají považovány bombardovací a průzkumné letouny řady Letov Š-28 (a jeho následovníci Š-128, Š-228, Š-328, Š-428 a Š-528) vyráběné v letech 1928-37. V tomto případě se jednalo o první leteckou celokovovou konstrukci (dural, ocel) navrženou a vyrobenou v Československu. Za okupace byl Letov začleněn do německého koncernu Junkers a zabýval se opravami a výrobou německých letadel. Konstrukce byla zrušena, proto v roce 1943 Šmolík z Letova odešel a odstěhoval se s rodinou do Příbrami.

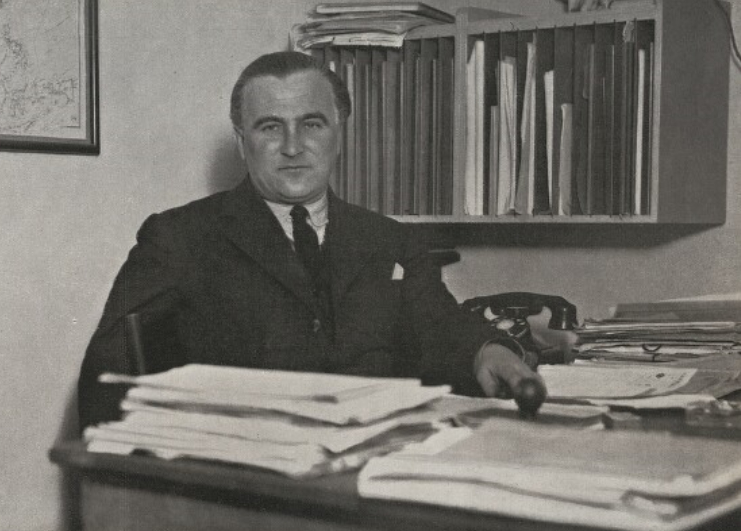
Alois Šmolík (1933)

## Podnikatel
Již v roce 1927 byl Alois Šmolík požádán příbramskými zastupiteli, aby se ujal krachující firmy Příbramské strojírny a slévárny, původně Strojírna a slévárna Stelšovský Rudolf v Příbrami“ založená v roce 1899 (výroba automobilů Stelka od roku 1922 později ASPA). Šmolík firmu s 30 zaměstnanci od příbramské spořitelny, tehdejšího vlastníka, zakoupil a ve volném čase se věnoval jejímu rozvoji. Během dvou let vyvedl podnik z úpadku a zajistil i vývoz zboží - i tím, že převedl do Příbramě část letecké výroby. Vlivem další krize zasáhl závod sice nový útlum, ale Ing. Šmolík firmu dál vydržoval z výnosů svých patentů a licencí.
Po přestěhování do Příbrami, do vily, kterou si v areálu firmy ve 40. letech postavil, se věnoval rozvoji firmy zcela. Původní výroba automobilů ASPA a stabilních spalovacích motorů byla postupně opouštěna a po válce zcela ukončena. Později se zde vyráběly především předměty a zařízení pro vybavení domácností a koupelen. Byly to sporáky, litinové koupelnové vany, umyvadla, kamna atp. Na konci roku 1946 pracovalo ve firmě na 220 zaměstnanců a své výrobky vyvážela i do zahraničí. Po znárodnění továrny v roce 1948 byl Alois Šmolík ze své vily vystěhován a z firmy propuštěn. Pracoval nejprve v Hořovicích ve firmy ALBA (gastronomická zařízení) a později jako konstruktér v pražské firmě Kovotechna (výroba kuchyňského spotřebního zboží), kde jako průmyslový výtvarník působil Stanislav Lachman. K práci v leteckém oboru se již nikdy nevrátil.
Alois Šmolík zemřel po krátké nemoci 9. prosince 1952 v Praze.

## Konstruované stroje (výběr)
- Letov Š-1
- Letov Š-2
- Letov Š-3
- Letov Š-4
- Letov Š-5
- Letov Š-6
- Letov Š-7
- Letov Š-8
- Letov Š-12
- Letov Š-13
- Letov Š-14
- Letov Š-16, Š-116, Š-216, Š-316, Š-616, Š-816
- Letov Š-18, Š-218
- Letov Š-19
- Letov Š-20
- Letov Š-21
- Letov Š-22
- Letov Š-25
- Letov Š-28, Š-228, Š-328, Š-528
- Letov Š-31, Š-231, Š-331
- Letov Š-32
- Letov Š-33
- Letov Š-39, Š-139, Š-239
- Letov Š-50

## Československé patenty
Ing. Alois Šmolík podal jako původce několik patentových přihlášek. Byly mu přiznány tyto československé patenty
- Patent č. 4275 Létadlo (1921)
- Patent č. 52060 Uspořádání kulometných dvojic na letadle (1935)
- Patent č. 53549 Nosník pro letadla (1936)
- Patent č. 55960 Křídlo dělitelné ve směru letu (1936)
- Patent č. 65467 Reakční motor (1939)